# Pensacola Ice Flyers
Die Pensacola Ice Flyers sind eine US-amerikanische Eishockeymannschaft aus Pensacola, Florida. Das Team spielt seit 2009 in der Southern Professional Hockey League.

## Geschichte
Die Mannschaft wurde 2009 als Franchise der Southern Professional Hockey League gegründet. In Pensacola füllten sie die Lücke, die die Pensacola Ice Pilots, die von 1996 bis 2008 in der ECHL spielten, in der Stadt hinterlassen hatten. Den Namen wählte man als Anspielung auf die nahe Pensacola gelegene Naval Air Station Pensacola, sowie aufgrund der Tatsache, dass Teambesitzer Tim Kerr elf Jahre lang für die Philadelphia Flyers in der National Hockey League gespielt hatte.
In ihrer Premieren-Spielzeit belegten die Pensacola Ice Flyers in der Saison 2009/10 den fünften Platz nach der regulären Saison und zogen auf Anhieb in die Playoffs um den President's Cup ein. In den Playoffs unterlagen sie in der ersten Runde dem späteren Meister Huntsville Havoc mit 1:2 Siegen in der Best-of-Three-Serie. Die Entscheidung zu Gunsten Huntsvilles fiel in Spiel drei erst in der Verlängerung.

## Trainer
In der Premieren-Spielzeit war der Kanadier Todd Gordon sowohl Cheftrainer, als auch General Manager des Teams. Zuvor war er selbst auch schon von 2001 bis 2004 Cheftrainer der Pensacola Ice Pilots in der ECHL gewesen.

## Saisonstatistik
Abkürzungen: GP = Spiele, W = Siege, L = Niederlagen, T = Unentschieden, OTL = Niederlagen nach Overtime SOL = Niederlagen nach Shootout, Pts = Punkte, GF = Erzielte Tore, GA = Gegentore, PIM = Strafminuten
| Saison  | GP | W  | L  | T | OTL | SOL | Pts | GF  | GA  | Platz    | Playoffs                       |
| 2009/10 | 56 | 25 | 23 | — | 6   | 2   | 58  | 176 | 205 | 5., SPHL | Niederlage in der ersten Runde |
| 2010/11 | 56 | 28 | 21 | — | 4   | 3   | 56  | 187 | 195 | 5., SPHL | Niederlage in der ersten Runde |
| 2011/12 | 56 | 30 | 22 | — | 2   | 2   | 64  | 187 | 176 | 4., SPHL | Niederlage im Finale           |

## Team-Rekorde

### Karriererekorde
Spiele: 109  Erik Stoyanovich
Tore: 39  Chris Wilson, Matt Whitehead
Assists: 59  Matt Whitehead
Punkte: 98  Matt Whitehead
Strafminuten: 289  Tyler Barr

## Bekannte Spieler
- Joey Hughes (australischer Nationalspieler)